# Daltonia splachnoides
Daltonia splachnoides là một loài rêu trong họ Daltoniaceae. Loài này được Sm. Hook. & Taylor mô tả khoa học đầu tiên năm 1818.